# クラドノ
クラドノ （チェコ語：Kladno [ˈkladno]）は、チェコ・中央ボヘミア州の都市。プラハの北西25キロ地点にある。州都であり、郊外の地域を含めると人口11万人を超える都市圏を形成する。 

## 歴史
クラドノの最初の記録は14世紀に遡る。1561年、都市権を与えられた。クラドノはボヘミア地方の重工業の誕生地である。何年も町は地域最大の雇用主ポルディ製鉄工場の本拠地であった。私有化され所有者が変わるうち、工場はいくつもの部門に分割されて今に至る。鉱業が始まったのは1842年である。プラハに近接していることから、共産主義政権崩壊後も、重工業にもかかわらず地域の経済安定を保持している。

## 出身者
- ヤロミール・ヤーガー　-　アイスホッケー選手
- アントニン・レーモンド　-　建築家

## 姉妹都市
- ヴィトリー＝シュル＝セーヌ, フランス
- ベルビュー, アメリカ合衆国